# 星晨旅遊
星晨旅遊（Morning Star）是香港一間旅行社，香港旅行社牌照號碼為 352614 (舊牌照號碼350018)，現時屬於寶信旅運旗下品牌。前身為星晨旅遊有限公司（英文：Morning Star Travel Services Limited），成立於1972年；星晨旅遊曾是星晨集團有限公司（即現在之新嶺域集團，港交所：542）的全資附屬有限公司，全盛期在香港及澳門設有14間分行；2022年1月27日宣佈結業並啟動自動清盤程序。期後品牌轉讓予寶信旅運。

## 公司概述
星晨旅遊於1972年成立，是香港極具規模的連鎖旅行社，十多間分店遍布港島、九龍、新界，以至澳門等。星晨提供多元化的旅遊產品，除旅行團、自遊行、獨立包團外，近年發展郵輪業務及企業客戶服務，將業務進一步拓展。星晨旅遊曾榮獲多間航空公司、旅遊局及獨立機構頒發多個獎項，包括7度勇奪新假期雜誌「最強人氣韓國團大獎」、東周刊「大中華－優秀品牌大獎2012」等。
花樣年2015年12月24日斥資2.2億元 完成收購星晨旅遊全部股權，星晨旅遊正式成為花樣年的集團成員之一，在香港及澳門經營旅遊及旅行代理業務。
2017年11月6日，星晨旅遊宣布委任馬冠禧（Mr. Sam Ma）接替宋衛民先生出任行政總裁一職。
2020年12月4日，被丹麥旅行社V.O.S Aps以債權人身分入稟高等法院申請清盤，案件排期至2021年3月10日聆訊。
2022年1月27日，星晨旅遊在其官方網頁宣佈將啟動自動清盤程序，並於同年2月16日召開首次債權人會議，兩天後宣佈因疫情影響，該會議延期至2月24日下午舉行。
2023年，星晨旅遊品牌被另一間旅行社寶信旅運收購。

## 服務範疇
星晨旅遊產品選擇眾多，線路遍及全世界，包括歐洲、美加、澳洲、紐西蘭、南非、地中海、關島、馬爾代夫、日本、韓國、馬來西亞、新加坡、泰國、柬埔寨、越南、印尼、台灣及中國各地等。此外旅遊保險代理，代辦旅遊簽證、旅遊禮券及代辦中國公民海外旅遊等均屬星晨旅遊的服務範疇之內。

### 旅行團
除一般觀光團外，星晨旅遊更備有特色旅行團，包括美食團、馬拉松團、親子團等。各團行程均安排各地名勝風光、流行玩意及地道美食等。

### 票務及自遊行
代訂世界各地機票、酒店及自助旅遊套餐等，方便快捷。為迎合不同顧客需要，星晨旅遊亦致力為產品注入增值元素，例如安排當地觀光遊及與旅遊局或當地企業合作推出各種旅遊優惠等。

### 郵輪
星晨旅遊代理多間著名郵輪公司產品，航程遍及世界，並將市場認受性高的郵輪產品，以及最豪華、最新的船隊介紹給顧客。此外，星晨旅遊亦與國際多間大型郵輪公司合作開辦特色郵輪團，如親子郵學團及婚紗攝影團等，令海上之旅更豐富更多姿多彩。為進一步提升郵輪服務，星晨旅遊更於2012年特設郵輪專線解答顧客查詢。

### 獨立包團
設有度身訂造旅行團，無論公司、社團或學校自組形式，皆可獨立成團，行程、住宿、膳食均可隨顧客的喜好策劃安排。

### 盛事專業管理
為了提供更全面專業的服務予企業客戶，2011年設立盛事專業管理部，由專業及經驗豐富的旅遊專家為眾多香港、中國及海外企業舉辦周年會議展覽、產品展銷及獎勵旅遊等不同大型活動，並提供出發前及旅遊全程的人力支援及定時提交詳細的進度報告等服務。

## 銷售網絡
- 門市：13間分行遍及香港及澳門，為顧客提供方便快捷的優質旅遊服務
- 電話報名中心：於2010年擴充電話報名中心的服務，除了提供旅行團、機票、酒店及套票的查詢服務外，更有即時訂位及付款服務
- 網上服務：於2011年推出了全新的網上酒店訂房服務，顧客可隨時隨地點選進入星晨網頁，以訂購世界各地的酒店房間，並即時確認

## 社企責任
星晨旅遊連續7年榮獲香港社會服務聯會頒發商業展關懷標誌，努力發揮「取諸社會，用諸社會」的精神，實踐社企責任，如身體力行參加每年的公益金步行籌款等。除此之外，星晨旅遊亦以不同形式的活動支持各慈善團體，如捐出數百部電腦、LCD顯示器、打印機等予香港明愛，透過電腦再生計劃讓學生、長者、低收入人士等有機會擁有個人電腦，打破數碼隔膜，同時亦為愛護環境出一分力。
除了關懷香港社區之外，星晨旅遊將愛心伸延至世界貧困地方，宣揚香港人的關愛精神。如連續多年全力支持普世基督徒關懷差會於柬埔寨扶貧教育、改善醫療等工作，透過擺放捐款箱、參與義工活動等，關懷及幫助這些充滿苦難及貧窮的國家，改善當地人民生活質素。
2019年8月5日「三罷行動」，星晨旅遊全線香港門市及總部於8月5日休息一天。

## 連結
- 官方网站 （页面存档备份，存于）
- 星晨旅遊的Facebook專頁
- 星晨旅遊的Instagram帳戶
- YouTube上的星晨旅遊頻道